# Dodge Challenger
Unter der Modellbezeichnung Dodge Challenger (deutsch Herausforderer) verkaufte die US-amerikanische Chrysler Corporation unter der Automobilmarke Dodge in den Jahren von 1969 bis 1974 und von 1978 bis 1983 zwei unterschiedliche Sportcoupés. Im Jahr 2008 erschien eine Neuauflage des Fahrzeuges, das (ähnlich wie die aktuellen Modelle des Ford Mustang und des Chevrolet Camaro) im Retrodesign gestaltet und bis 2023 gebaut wurde. 2024 wurde das Modell durch die dreitürige Variante des Dodge Charger ersetzt.

## Challenger (1969–1974)

### Modellvarianten

#### 1969–1974
Der erste Dodge Challenger wurde mit dem Modelljahr 1970 eingeführt und gehört zu der nach dem ersten Ford Mustang benannten Fahrzeuggattung der Pony Cars (Long hood, short deck). Die erste Generation wurde als kompaktes Hardtop-Coupé ohne B-Säule und in den Jahren 1970/71 auch als Cabriolet angeboten.
Der Challenger teilte sich mit dem Plymouth Barracuda der dritten Generation wesentliche technische Merkmale; die Blechteile der Karosserie sind jedoch modifiziert und der Radstand wurde um rund 50 mm verlängert. Das Design stammte von Carl Cameron, der bereits den Dodge Charger aus dem Jahr 1966 entworfen hatte. Er hatte die für diese Zeit typische „Coke-Bottle-Linie“ mit einem niedrigen Profil und erhöhten hinteren Kotflügeln, die sich an den Rückleuchten verjüngen. Zwei große, rechteckige Rücklichter füllten fast die gesamte Breite des Heckbleches. Zwischen den Rückleuchten stand der Name Dodge in Druckbuchstaben. Die Preise für das Coupé begannen für den 6 Zylinder bei 2851 USD und 2953 USD für den kleinsten V8. Vom Coupé wurden insgesamt 53.337 Fahrzeuge gebaut. Das Cabriolet kostete mindestens 3120 USD bzw. als V8 3198 USD, davon entstanden 3173 Exemplare. Das Standardgetriebe war eine 3-Gang-Handschaltung, gegen Aufpreis waren ein 4-Gang-Getriebe und die TorqueFilte genannte 3-Gang-Automatik verfügbar.
Am 17. März 1970 wurde ein günstigerer Challenger namens „The Deputy“ angekündigt. Er kam als einziges Modell mit dem 101 SAE-HP leistenden 3,2 Liter-Reihensechszylinder (198 in3) sowie einem Einfach-Vergaser auf den Markt und kostete 2724 US-Dollar. Der 5,2 Liter-V8 (318 in3) mit 230 SAE-HP war auch in diesem Modell gegen Aufpreis erhältlich. Zu seinen Merkmalen gehörten feste hintere Seitenfenster, was ihn zu einem echten Coupé macht.
Zwar fand der Challenger mit 83.032 verkauften Einheiten im ersten Produktionsjahr eine gute Aufnahme am Markt, doch erschien er zu einer Zeit, zu der sich der Niedergang der Pony Cars bereits abzeichnete.
Das Spitzenmodell der Reihe war der Challenger R/T, den es ausschließlich im Jahr 1970 auch als Cabriolet gab. R/T steht dabei für „Road/Track“, was bedeutet, dass das Modell gleichermaßen für die Straße und die Rennstrecke geeignet ist. Die Modelle sind mit starken Motoren und leistungsfähigen Bremsen ausgestattet und kosteten als Coupé – von dem 14.889 Stück produziert wurden – 3166 USD und als Cabrio 3535 USD – mit 1070 Fahrzeugen.
Das Basismodell sowie das R/T-Coupé konnten in einer SE-Version – für Special Edition – mit Ledersitzen, Vinyldach und einer kleineren Heckscheibe für mindestens 3083 USD als Basis-R6 bzw. 3185 USD mit Basis-V8 (6584 Fahrzeuge) geordert werden. Der Listenpreis für einen R/T SE, von dem 3979 Fahrzeuge gebaut wurden, betrug 3498 USD.
Vom Challenger R/T mit dem 7 Liter-V8 (426 in3) wurden 287 Hardtops und 9 Cabrios produziert, als R/T SE wurden 60 zweitürige Hardtops verkauft. Darüber hinaus sind 1640 zweitürige Hardtops und 99 Cabriolets mit dem 7,2 Liter-„Six-Pak“-V8 (440 in3) ausgeliefert worden und als 440 R/T SE insgesamt 296 Coupés.
Ausschließlich im Jahr 1970 war der Challenger T/A erhältlich. Ein Homologationsmodell für die Trans-Am-Serie des amerikanischen SCCA, ausgerüstet mit einem speziellen 5,6-Liter-V8 (340 in3), drei Doppelvergasern und einer GFK-Motorhaube mit einer groß dimensionierten Lufthutze. Die Rohre des Sportauspuffs mündeten seitlich vor den Hinterrädern (Sidepipes). Ebenfalls serienmäßig waren Querstabilisatoren vorne und hinten, unterschiedlich breite Reifen an Vorder- und Hinterachse (Polyglas GT, hinten G60-15, in einigen Ausnahmen auch 275-55×15 oder 285-60×15, vorne E60-15) und Heckspoiler. Optional konnten ein Frontspoiler und eine Heckjalousie (J68 – Window Louvers) bestellt werden. Es wurde für 4056 USD gelistet und ein Produktionslauf von 2500 Einheiten (ein Fahrzeug für jeden Händler) waren geplant.
Zu den aufpreispflichtigen Extras zählten Servolenkung, Bremskraftverstärker, Klimaanlage, getönte Scheiben und ein AM- oder AM/FM-Radio, später bei den leistungsschwächeren Motoren auch Scheibenbremsen vorn.
Die Karosserie blieb über die gesamte Laufzeit des Challenger unverändert, zweimal wurden der Kühlergrill sowie die Rückleuchten modifiziert. Die Heckleuchten reichten im Modelljahr 1970 über die gesamte Wagenbreite.
Die Modelle 1970/71 hatten einen eingezogenen Grill, der 1971 einen Mittelsteg erhielt. 1971 waren die Rückfahrleuchten seitlich links und rechts des Nummernschildes angeordnet. Vom Coupé wurden 1971 23.088 Fahrzeuge gebaut und vom Cabriolet 2165 Stück. Der R/T fand 4630 Käufer für mindestens 3273 USD. Motortechnisch änderte sich nichts wesentlich. Der Challenger war als Basis mit dem 3,7 Liter-R6 ausgestattet, gegen Mehrpreis konnte der 5,2 Liter-V8 bestellt werden.

#### 1972–1974
Ab dem Jahr 1972 war der lackierte Grill nicht mehr nach hinten eingerückt, sondern befand sich auf einer Höhe mit den Scheinwerfern. Die Modelle der Jahre 1972 bis 1974 sind anhand der von Jahr zu Jahr größer werdenden Stoßstangenhörner mit Gummiauflagen zu unterscheiden. Ab 1972 hatte der Challenger vier einzelne Rückleuchtengläser. Für das Modelljahr 1972 wurden die Liste der Extraausstattungen drastisch gekürzt, es wurden 18.535 Wagen verkauft. Die Cabrio-Version entfiel auf Grund von Sicherheitsbedenken bei einem Überschlag, die meisten Extras für die Innenausstattung (insbesondere Ledersitze), Komfortausstattungen (wie elektrische Fensterheber und elektrische Sitze) und alle Varianten der Big-Block-Motoren waren verschwunden.
1972 entfiel die R/T-Variante, stattdessen kam eine Rallye genannte Version ins Programm, von der 8123 Fahrzeuge verkauft wurden. Das Rallye-Modell verfügte über vier simulierte Lüftungsschlitze an den vorderen Kotflügeln, aus denen mattschwarze Blinkstreifen hervorgingen.
Die Leistungsangaben sanken, um die genaueren Berechnungsvorgaben der Society of Automotive Engineers (SAE) für die netto SAE-HP zu berücksichtigen. Die Auswahl beschränkte sich auf drei Motoren: den 3,7 Liter-Reihensechszylinder (225 in3) mit 110 netto SAE-HP, einen 5,2 Liter-V8 (318 in3) mit 150 SAE-HP und einen 5,6 Liter-V8 (340 in3) mit 240 netto SAE-HP, der mit einem Doppel-Registervergaser, Doppelauspuff sowie einer leistungsorientierten Nockenwelle und Köpfen ausgestattet war. Alle drei Motoren wurden auf ein niedrigeres Verdichtungsverhältnis von 8,2–8,4 : 1 abgestimmt, um mit bleifreiem Benzin betrieben werden zu können. Im Vergleich: 1970 betrug das Verdichtungsverhältnis noch 10,1–10,25 : 1.
Jeder Motor konnte mit einem 3-Gang-Schalt- oder Automatikgetriebe gekoppelt werden, während der 5,6 Liter-V8 (340 in3) auf Wunsch auch mit einem 4-Gang-Schaltgetriebe ausgestattet werden konnte. Die Performance-Achsübersetzungen wurden ebenfalls abgeschafft, mit Ausnahme einer 3,55er-Achsübersetzung, die nur mit dem 5,6 Liter-V8 (340 in3) und der verstärkten Aufhängung erhältlich war.
Der Kühlergrill und die Rückleuchten von 1972 wurden für das Modelljahr 1973 und dann auch 1974 übernommen. Die nunmehr obligatorischen 5 mph-Stoßstangen waren Serie. Während der 3,7 Liter-Reihensechszylinder-Motor (225 in3) wegfiel, wurden alle anderen Extras aus dem Jahr 1972 übernommen. Der 5,2 Liter-V8 (318 in3) mit 150 SAE-HP war der Serienmotor, der 5,6 Liter-V8 (340 in3) mit 240 SAE-HP blieb als Option verfügbar. Im Modelljahr 1973 wurden 32.596 Coupés verkauft.
Für 1974 wurde der 5,2 Liter-V8 (318 in3) als Standardmotor bei unveränderter Leistung beibehalten, der 5,6 Liter-V8 (340 in3) jedoch durch eine 5,9 Liter-Variante (360 in3) mit 245 SAE-HP (ca. 183 kW) ersetzt. Im letzten Produktionsjahr der 1. Generation wurden 16.437 Challenger hergestellt, für die der Käufer mindestens 3143 USD zu bezahlen hatte.

Nach nur fünf Jahren wurde der Challenger mit dem Ende des Modelljahres 1974 ersatzlos eingestellt. Insgesamt wurden 188.611 Fahrzeuge der ersten Generation verkauft.

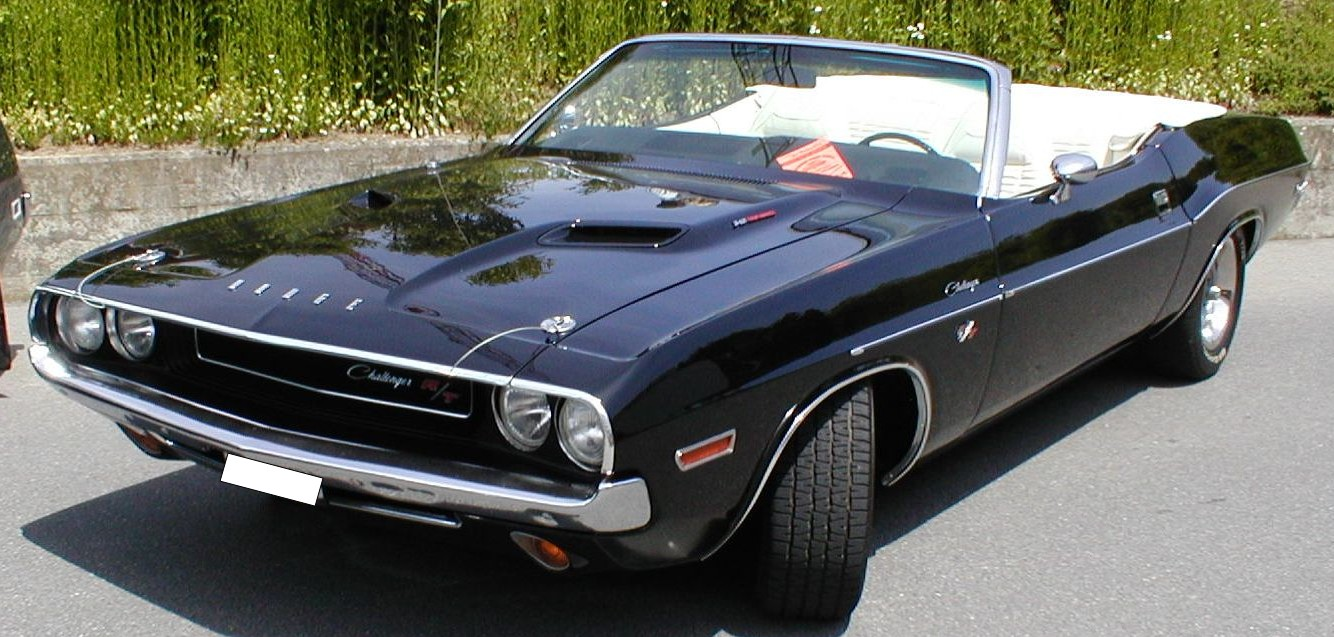
1970 Dodge Challenger Cabriolet
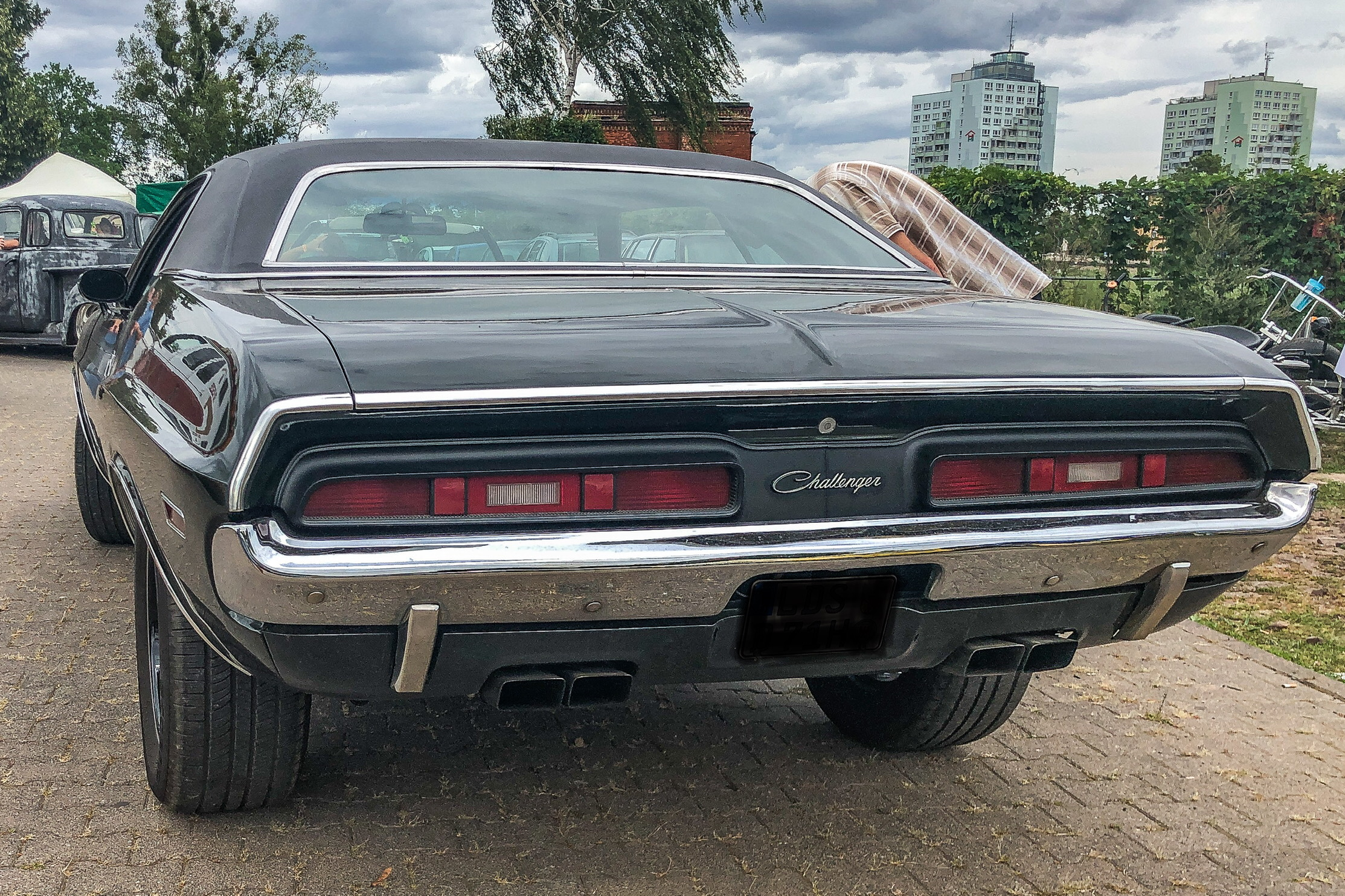
1971 Dodge Challenger Heckansicht
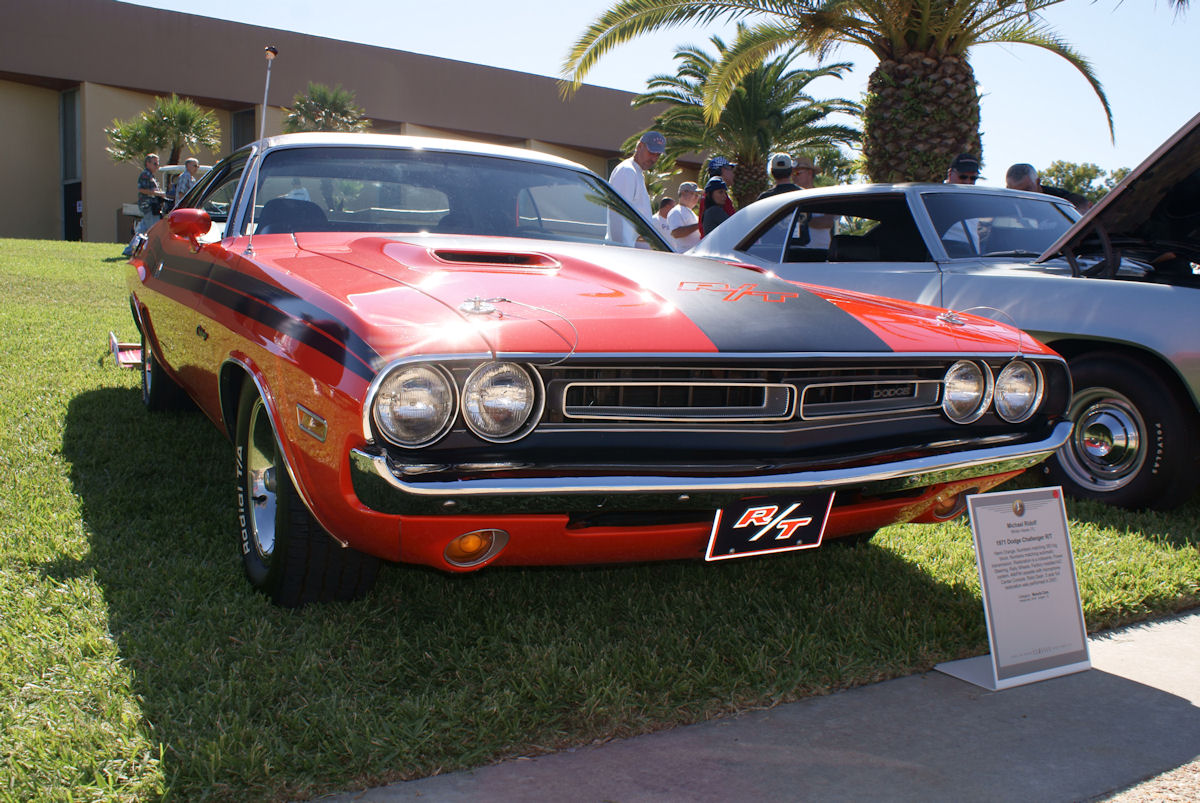
1971 Dodge Challenger
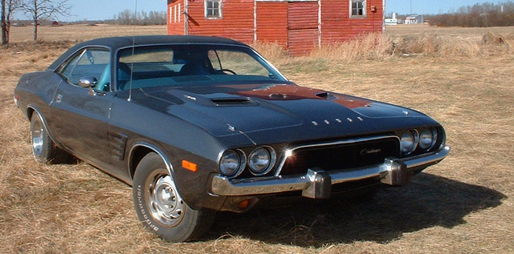
1972–1974 Dodge Challenger
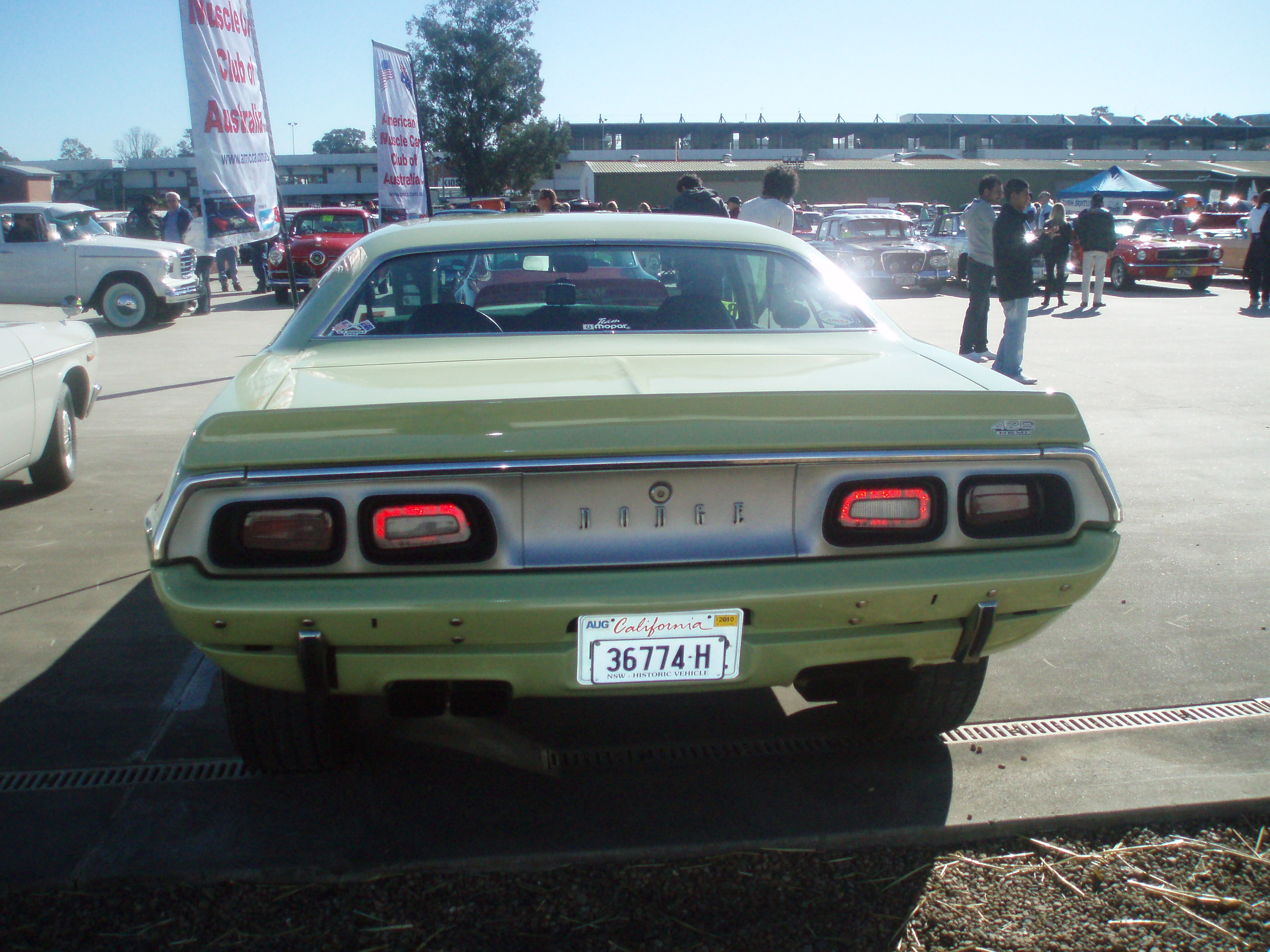
1972–1974 Dodge Challenger Heckansicht

### Motorisierungen
| Motor                         | 198                           | 225                           | 225                           | 318                           | 318                                 | 318                          | 340                           | 340                                   | 340                                   | 340                                   | 340                          | 360                                   | 383                          | 383                                   | 383                                   | 383                                   | 440                                   | 440                           | 440                           | 426                                    | 426                                    |
| ----------------------------- | ----------------------------- | ----------------------------- | ----------------------------- | ----------------------------- | ----------------------------------- | ---------------------------- | ----------------------------- | ------------------------------------- | ------------------------------------- | ------------------------------------- | ---------------------------- | ------------------------------------- | ---------------------------- | ------------------------------------- | ------------------------------------- | ------------------------------------- | ------------------------------------- | ----------------------------- | ----------------------------- | -------------------------------------- | -------------------------------------- |
| Motorfamilie                  | Chrysler Slant-6              | Chrysler Slant-6              | Chrysler Slant-6              | Chrysler LA                   | Chrysler LA                         | Chrysler LA                  | Chrysler LA                   | Chrysler LA                           | Chrysler LA                           | Chrysler LA                           | Chrysler B                   | Chrysler LA                           | Chrysler B                   | Chrysler B                            | Chrysler B                            | Chrysler B                            | Chrysler RB                           | Chrysler RB                   | Chrysler RB                   | Chrysler Hemi                          | Chrysler Hemi                          |
| Motorcode                     | B                             | C                             | C                             | G                             | G                                   | G                            | J                             | H                                     | H                                     | H                                     | L                            | L                                     | L                            | L                                     | N                                     | N                                     | U                                     | V                             | V                             | R                                      | R                                      |
| Bauzeitraum                   | 1971                          | 1970                          | 1971–1972                     | 1970                          | 1971–72                             | 1973–1974                    | 1970                          | 1970                                  | 1971                                  | 1972–1973                             | 1971                         | 1974                                  | 1970                         | 1970                                  | 1970                                  | 1971                                  | 1970                                  | 1970                          | 1971                          | 1970                                   | 1971                                   |
| Motorart                      | Ottomotor                     | Ottomotor                     | Ottomotor                     | Ottomotor                     | Ottomotor                           | Ottomotor                    | Ottomotor                     | Ottomotor                             | Ottomotor                             | Ottomotor                             | Ottomotor                    | Ottomotor                             | Ottomotor                    | Ottomotor                             | Ottomotor                             | Ottomotor                             | Ottomotor                             | Ottomotor                     | Ottomotor                     | Ottomotor                              | Ottomotor                              |
| Motorarbeitsverfahren         | Viertakt                      | Viertakt                      | Viertakt                      | Viertakt                      | Viertakt                            | Viertakt                     | Viertakt                      | Viertakt                              | Viertakt                              | Viertakt                              | Viertakt                     | Viertakt                              | Viertakt                     | Viertakt                              | Viertakt                              | Viertakt                              | Viertakt                              | Viertakt                      | Viertakt                      | Viertakt                               | Viertakt                               |
| Hubraum in cm3                | 3245                          | 3687                          | 3687                          | 5211                          | 5211                                | 5211                         | 5572                          | 5572                                  | 5572                                  | 5572                                  | 5572                         | 5896                                  | 6276                         | 6276                                  | 6276                                  | 6276                                  | 7210                                  | 7210                          | 7210                          | 6981                                   | 6981                                   |
| Bauart                        | 6-Zylinder-Reihenmotor        | 6-Zylinder-Reihenmotor        | 6-Zylinder-Reihenmotor        | V8-Motor                      | V8-Motor                            | V8-Motor                     | V8-Motor                      | V8-Motor                              | V8-Motor                              | V8-Motor                              | V8-Motor                     | V8-Motor                              | V8-Motor                     | V8-Motor                              | V8-Motor                              | V8-Motor                              | V8-Motor                              | V8-Motor                      | V8-Motor                      | V8-Motor                               | V8-Motor                               |
| Verdichtungsverhältnis        | 8,4:1                         | 8,4:1                         | 8,4:1                         | 8,8:1                         | 8,6:1                               | 8,6:1                        | 10,5:1                        | 10,5:1                                | 10,3:1                                | 8,5:1                                 | 8,5:1                        | 8,2:1                                 | 8,7:1                        | 9,5:1                                 | 9,5:1                                 | 8,5:1                                 | 9,7:1                                 | 10,5:1                        | 10,3:1                        | 10,25:1                                | 10,2:1                                 |
| Bankwinkel                    | -                             | -                             | -                             | 90°                           | 90°                                 | 90°                          | 90°                           | 90°                                   | 90°                                   | 90°                                   | 90°                          | 90°                                   | 90°                          | 90°                                   | 90°                                   | 90°                                   | 90°                                   | 90°                           | 90°                           | 90°                                    | 90°                                    |
| Bohrung × Hub [mm × mm]       | 86,4 × 92,5                   | 86,4 × 104,8                  | 86,4 × 104,8                  | 99,3 × 84,1                   | 99,3 × 84,1                         | 99,3 × 84,1                  | 102,6 × 84,1                  | 102,6 × 84,1                          | 102,6 × 84,1                          | 102,6 × 84,1                          | 108,0 × 85,7                 | 101,6 × 90,9                          | 108,0 × 85,7                 | 108,0 × 85,7                          | 108,0 × 85,7                          | 108,0 × 85,7                          | 109,7 × 95,3                          | 109,7 × 95,3                  | 109,7 × 95,3                  | 108,0 × 95,3                           | 108,0 × 95,3                           |
| Bremsleistung (brutto SAE-PS) | 125                           | 145                           | 145                           | 230                           | 230                                 | -                            | 290                           | 275                                   | 275                                   | -                                     | 275                          | -                                     | 290                          | 330                                   | 335                                   | 300                                   | 375                                   | 390                           | 385                           | 425                                    | 425                                    |
| Bremsleistung (netto SAE-PS)  | 105                           | -                             | 110                           | -                             | 155                                 | 150                          | -                             | -                                     | 235                                   | 240                                   | 192                          | 245                                   | -                            | -                                     | -                                     | 250                                   | -                                     | -                             | 340                           | -                                      | 350                                    |
| bei Drehzahl in min−1         | 4000                          | 4000                          | 4000                          | 4400                          | 4400                                | 4000                         | 4400                          | 5600                                  | 5600                                  | 4800                                  | 5600                         | 4000                                  | 4400                         | 5200                                  | 5000                                  | 4800                                  | 4000                                  | 4700                          | 5200                          | 5000                                   | 5600                                   |
| Ventilsteuerung               | OHV, 2 Ventile pro Zylinder   | OHV, 2 Ventile pro Zylinder   | OHV, 2 Ventile pro Zylinder   | OHV, 2 Ventile pro Zylinder   | OHV, 2 Ventile pro Zylinder         | OHV, 2 Ventile pro Zylinder  | OHV, 2 Ventile pro Zylinder   | OHV, 2 Ventile pro Zylinder           | OHV, 2 Ventile pro Zylinder           | OHV, 2 Ventile pro Zylinder           | OHV, 2 Ventile pro Zylinder  | OHV, 2 Ventile pro Zylinder           | OHV, 2 Ventile pro Zylinder  | OHV, 2 Ventile pro Zylinder           | OHV, 2 Ventile pro Zylinder           | OHV, 2 Ventile pro Zylinder           | OHV, 2 Ventile pro Zylinder           | OHV, 2 Ventile pro Zylinder   | OHV, 2 Ventile pro Zylinder   | OHV, 2 Ventile pro Zylinder            | OHV, 2 Ventile pro Zylinder            |
| Gemischaufbereitung           | ein Fallstrom-Einfachvergaser | ein Fallstrom-Einfachvergaser | ein Fallstrom-Einfachvergaser | ein Fallstrom-Einfachvergaser | ein Fallstrom-Doppelvergaser        | ein Fallstrom-Doppelvergaser | drei Fallstrom-Doppelvergaser | ein Fallstrom-Doppel-Registervergaser | ein Fallstrom-Doppel-Registervergaser | ein Fallstrom-Doppel-Registervergaser | ein Fallstrom-Doppelvergaser | ein Fallstrom-Doppel-Registervergaser | ein Fallstrom-Doppelvergaser | ein Fallstrom-Doppel-Registervergaser | ein Fallstrom-Doppel-Registervergaser | ein Fallstrom-Doppel-Registervergaser | ein Fallstrom-Doppel-Registervergaser | drei Fallstrom-Doppelvergaser | drei Fallstrom-Doppelvergaser | zwei Fallstrom-Doppel-Registervergaser | zwei Fallstrom-Doppel-Registervergaser |
| Antriebsart                   | Hinterradantrieb              | Hinterradantrieb              | Hinterradantrieb              | Hinterradantrieb              | Hinterradantrieb                    | Hinterradantrieb             | Hinterradantrieb              | Hinterradantrieb                      | Hinterradantrieb                      | Hinterradantrieb                      | Hinterradantrieb             | Hinterradantrieb                      | Hinterradantrieb             | Hinterradantrieb                      | Hinterradantrieb                      | Hinterradantrieb                      | Hinterradantrieb                      | Hinterradantrieb              | Hinterradantrieb              | Hinterradantrieb                       | Hinterradantrieb                       |
| Auspuffanlage                 | Einfach                       | Einfach                       | Einfach                       | Einfach                       | Einfach                             | Einfach                      | Doppel                        | Doppel                                | Doppel                                | Doppel                                | Einfach                      | Doppel                                | Einfach                      | Doppel                                | Doppel                                | Doppel                                | Doppel                                | Doppel                        | Doppel                        | Doppel                                 | Doppel                                 |
| Bemerkungen                   | Nur Coupé Deputy              | -                             | -                             | -                             | Standard bei 1972 Challenger Rallye | -                            | Nur Challenger T/A            | Nicht für Challenger R/T              | Ohne Mehrpreis Challenger R/T         | -                                     | Nicht für Challenger R/T     | -                                     | Nicht für Challenger R/T     | Nicht für Challenger R/T              | Standard bei Challenger R/T           | Standard bei Challenger R/T           | Nur Challenger R/T                    | Nur Challenger R/T            | Nur Challenger R/T            | Nur Challenger R/T                     | Nur Challenger R/T                     |

Quellen:

### Viertelmeilenzeiten
Auflistung der erreichten Bestzeiten über die Viertelmeile bei stehendem Start:
- 340: 14,8 Sekunden, Endgeschwindigkeit 155 km/h
- 340 T/A: 13,99 Sekunden, Endgeschwindigkeit 157 km/h
- 383: 15,1 Sekunden, Endgeschwindigkeit 150 km/h
- 440 Magnum R/T: 13,9 Sekunden, Endgeschwindigkeit 163 km/h
- 440 Six-Pack: 13,6 Sekunden, Endgeschwindigkeit 167 km/h
- 426 Hemi: 13,2 Sekunden, Endgeschwindigkeit 169 km/h

## Challenger (1978–1983)
Im Frühjahr 1978 wurde der Name Challenger wiederbelebt: eine von Dodge in die Vereinigten Staaten importierte Variante des Mitsubishi Sapporo wurde Challenger genannt. Dieser neue Challenger sowie auch das Schwestermodell, der Plymouth Sapporo, wurden bis Herbst 1983 verkauft.

Auch dieser Challenger war ein Hardtop-Coupé, wurde aber von einem Vierzylinder-Motor angetrieben, so dass die Leistung geringer war als die des früheren Modells. Für die Ansprüche der Käufer der 1980er Jahre hatte das Coupé eine gute Motorleistung, insbesondere mit dem auf Wunsch lieferbaren 2,6-Liter-Vierzylindermotor. Dieser von Mitsubishi stammende Motor hatte für einen für Vierzylinder ungewöhnlich großen Hubraum und daher Ausgleichswellen, um Vibrationen zu mindern.

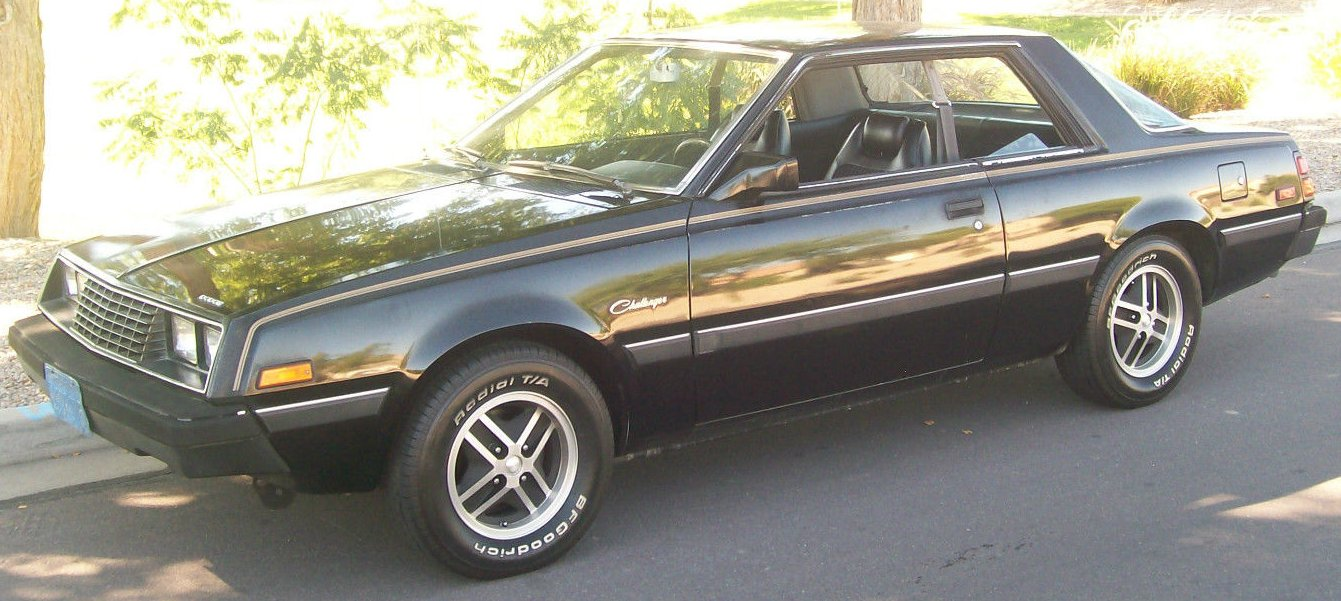
1982 Dodge Challenger
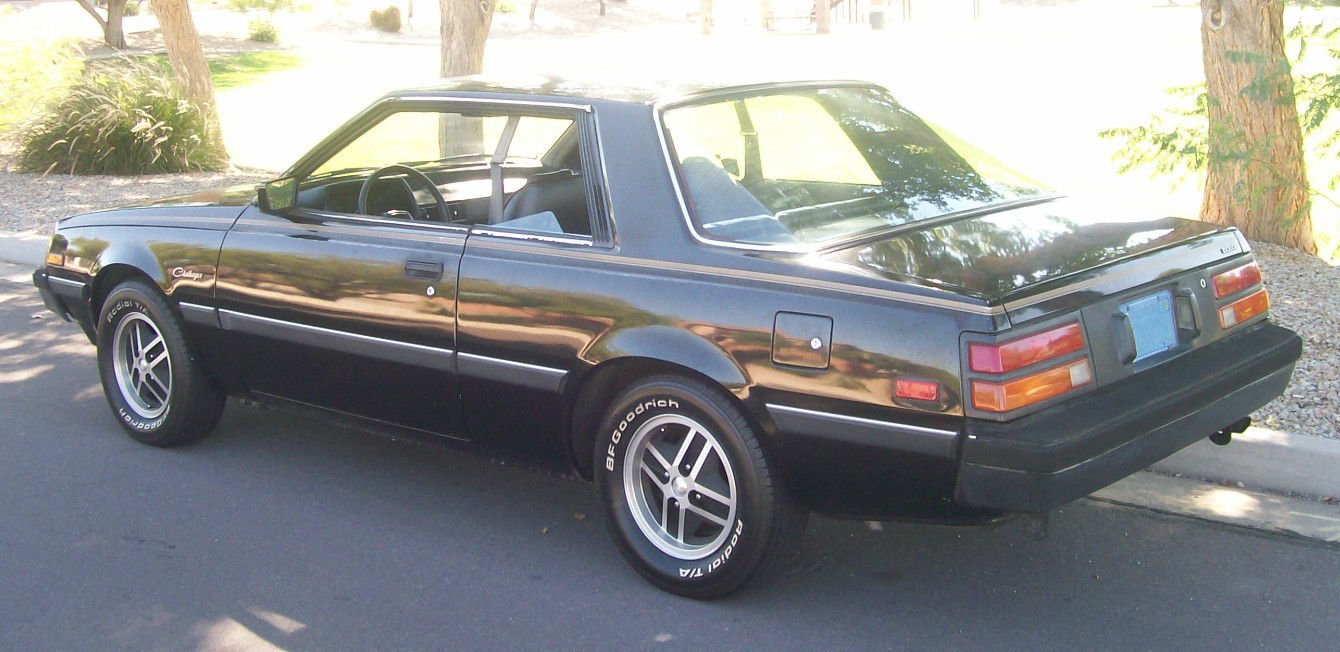
1982 Dodge Challenger Heckansicht

## Challenger (2008–2023)
Auf der North American International Auto Show 2006 war eine Stilstudie des Dodge Challenger im Retro-Design zu besichtigen. Sie basierte auf der verkürzten DaimlerChrysler LX-Plattform (wie auch der Chrysler 300 und andere), hatte einen 6,1-Liter-Hemi-V8-Motor mit Schaltgetriebe und Chrysler zitierte das Design des Challengers aus dem Jahr 1970. Im Juli 2006 kündigte Dodge an, das Fahrzeug ab Februar 2008 in Serie bauen zu wollen.
Das Serienmodell wurde dann am 6. Februar 2008 auf der Chicago Auto Show erstmals der Öffentlichkeit präsentiert. Die Produktion des Challenger war im ersten Modelljahr auf eine Stückzahl von 6400 Stück begrenzt, die Seriennummer des jeweiligen Exemplars ist auf einer Plakette im Fahrzeuginneren vermerkt. Alle Challenger des Jahres 2008 sind SRT8-Modelle, die mit dem 6,1 Liter großen Hemi-V8-Motor mit 317 kW (431 PS) und einer Fünfgang-Automatik (W5A580) mit Autostick ausgestattet sind.
Das Modell wurde 2008 ausschließlich in den Farben Silber, Schwarz und Orange (letztere gegen Aufpreis) angeboten. Serienmäßig waren bei den SRT8-Modellen Leichtmetallräder der Größe 9×20. Ab dem Modelljahr 2009 waren auch V6-Motoren und Schaltgetriebe erhältlich. Der Luftwiderstandsbeiwert (cw) liegt bei 0,353, die Gewichtsverteilung beträgt 55,6/44,4 (Front/Heck), der Wendekreis ist 11,48 m. Hergestellt wurde der Challenger im Kanadischen Werk Brampton (Ontario).
Ab Anfang 2011 war der Challenger SRT8 392 mit einem 6,4-Liter-Hemi-V8 mit 346 kW (470 PS) verfügbar, die Zahl 392 steht dabei für die amerikanische Hubraumangabe in Kubikzoll (in3).
Im Frühjahr 2012 erschien das limitierte Sondermodell Yellow Jacket. Es hat einen 6,4-Liter-Hemi-V8 mit 350 kW (476 PS) und wurde ausschließlich in der Farbe Stinger Yellow lackiert. Auffällig sind die schwarzen Seitenstreifen mit dem Yellow Jacket-Logo über dem Kotflügel und die dunklen 9×20-Zoll-Räder. Der Innenraum wurde mit Leder und gelben Zierstreifen auf den Fondsitzen etwas aufgewertet. Technisch gab es nur eine Neuerung: ein adaptives Fahrwerk ADS, welches dem Fahrer ermöglicht, mit einem Knopfdruck die Dämpferabstimmung zwischen sportlich und automatisch zu verändern.

### Modellpflege
Im Sommer 2014 wurde der Challenger einer größeren Modellpflege unterzogen. Das neue Modell wurde im April 2014 auf der New York Auto Show der Öffentlichkeit vorgestellt und ab dem Sommer desselben Jahres hergestellt.
Im Vergleich zum bisherigen Challenger, welcher stilistische Anleihen beim 1970er-Modell nahm, wurde für das Facelift das 1971er-Modell als Retro-Vorbild gewählt. Sowohl Karosserie als auch der Innenraum wurden überarbeitet.
Während als Basismotor für die Ausstattungsvariante SXT weiterhin der 227 kW (309 PS) starke Pentastar V6-Motor mit 3,6 Litern Hubraum dient, wurden überarbeitete V8-Motoren vorgestellt. Der Motor des R/T-Modells hat weiterhin 5,7 Liter Hubraum, wurde jedoch in der Leistung um 8 auf 280 kW (381 PS) gesteigert. Von der hauseigenen Tuningabteilung SRT gibt es nun zwei statt vorher ein Modell im Angebot: Als hubraumstärkste Variante wird weiterhin der SRT 392 angeboten, dessen 6,4-Liter-Hemi-V8-Motor nun 362 kW (492 PS) statt vorher 350 kW leistet. Dieser Motor war mit gleicher Leistung ebenfalls in der Ausstattungsvariante R/T Scat Pack erhältlich. Das neue Topmodell war ab Ende 2014 der SRT Hellcat, in welchem Dodge zum ersten Mal serienmäßig einen Hemi-Motor mit Kompressor ausstattete. Mit einer maximalen Leistung von 527 kW und 881 Nm maximalem Drehmoment war es auch der stärkste Motor, den die Chrysler Group bis dahin je in einem Serienwagen verbaut hatte.
Im April 2017 wurde auf der New York Auto Show mit dem Dodge Challenger SRT Demon eine nochmals leistungsgesteigerte Version vorgestellt. Der aus dem Hellcat bekannte kompressoraufgeladene 6,2-Liter V8 leistet im Demon 603 kW (819 PS) mit Normalbenzin (91 ROZ) beziehungsweise 626 kW (852 PS) mit Benzin ab einer Oktanzahl von 100 oder höher. Mit 100 Oktan-Benzin erreicht der Motor ein Drehmoment von 1044 Nm. Das Fahrzeug ist speziell auf Drag Races optimiert, verfügt über eine spezielle extrabreite Bereifung unter verbreiterten Kotflügeln und absolviert das Viertelmeilenrennen nach offiziellen Angaben innerhalb von 9,65 Sekunden, womit er schneller ist als jedes andere in Serie produzierte Fahrzeug mit Verbrennungsmotor.
Die ab 2015 eingesetzten Automatikgetriebe stammen von ZF Friedrichshafen. Es handelt sich um die zweite Generation des 8-Gang-Automatikgetriebes 8HP.
Ein Umbau zum Cabriolet durch Drop Top Customs war ab August 2022 offiziell über Dodge-Vertragspartner erhältlich. Als letztes Fahrzeug der Baureihe rollte ein Challenger SRT Demon 170 in Pitch Black vom Band. Das Nachfolgemodell ist der 2024 Dodge Charger, der im März 2024 vorgestellt wurde und der als fünftürige Limousine sowie als dreitüriges Coupé produziert werden wird.

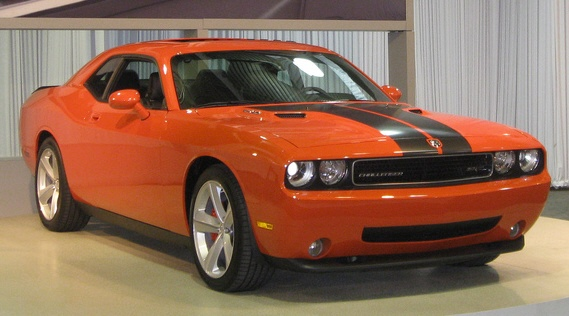
2009–2013 Dodge Challenger
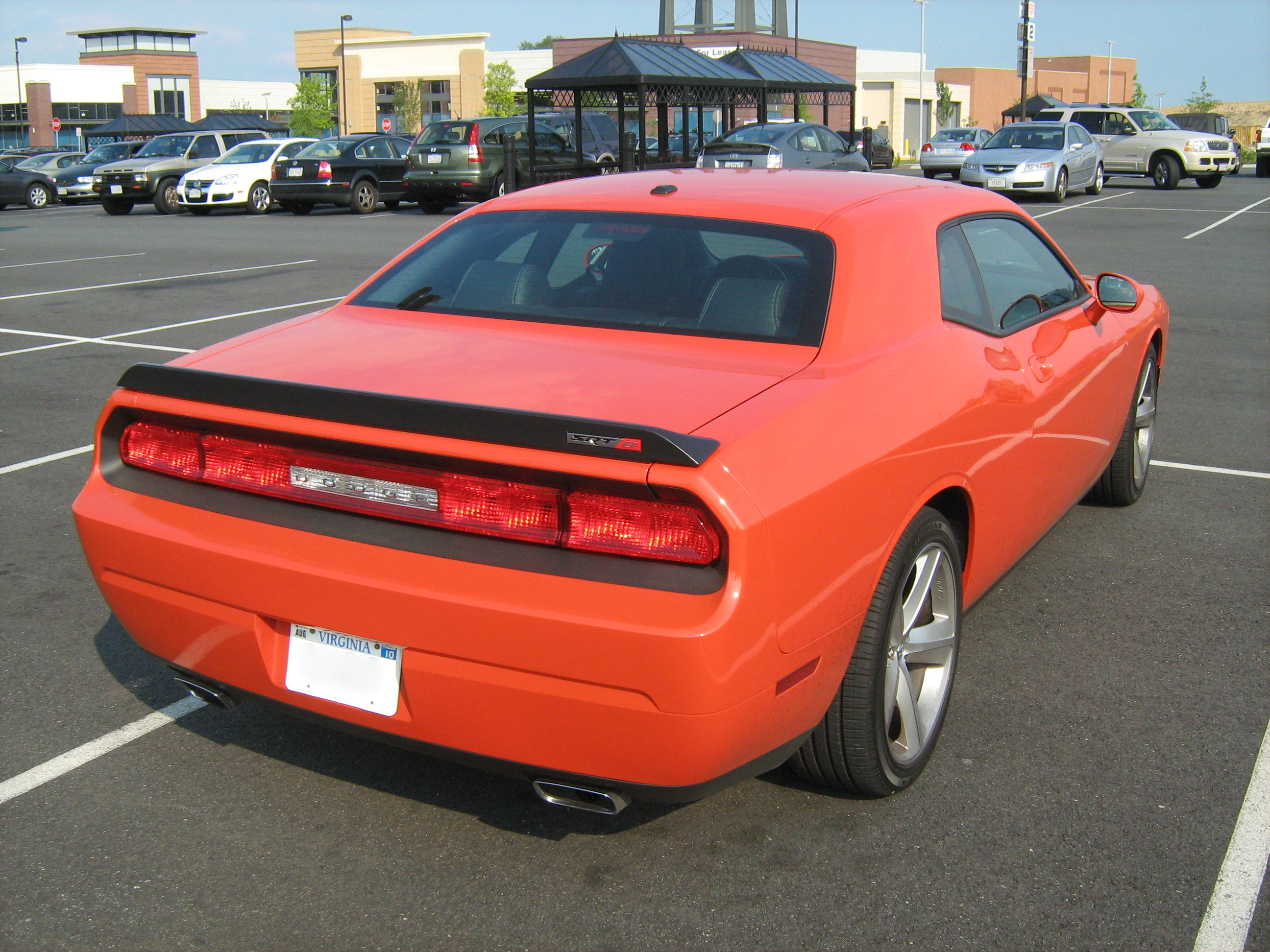
2009–2013 Dodge Challenger SRT8 Heckansicht
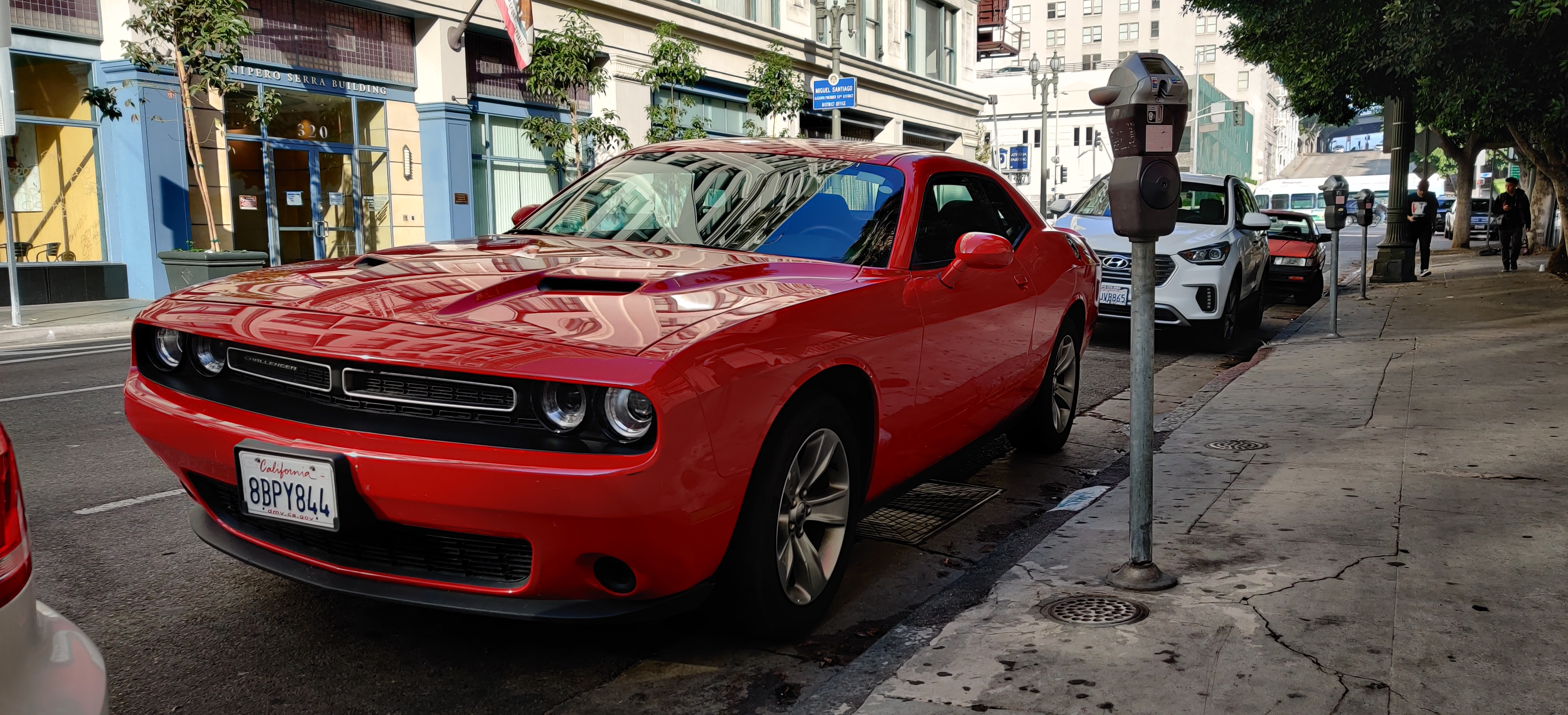
2014 Dodge Challenger
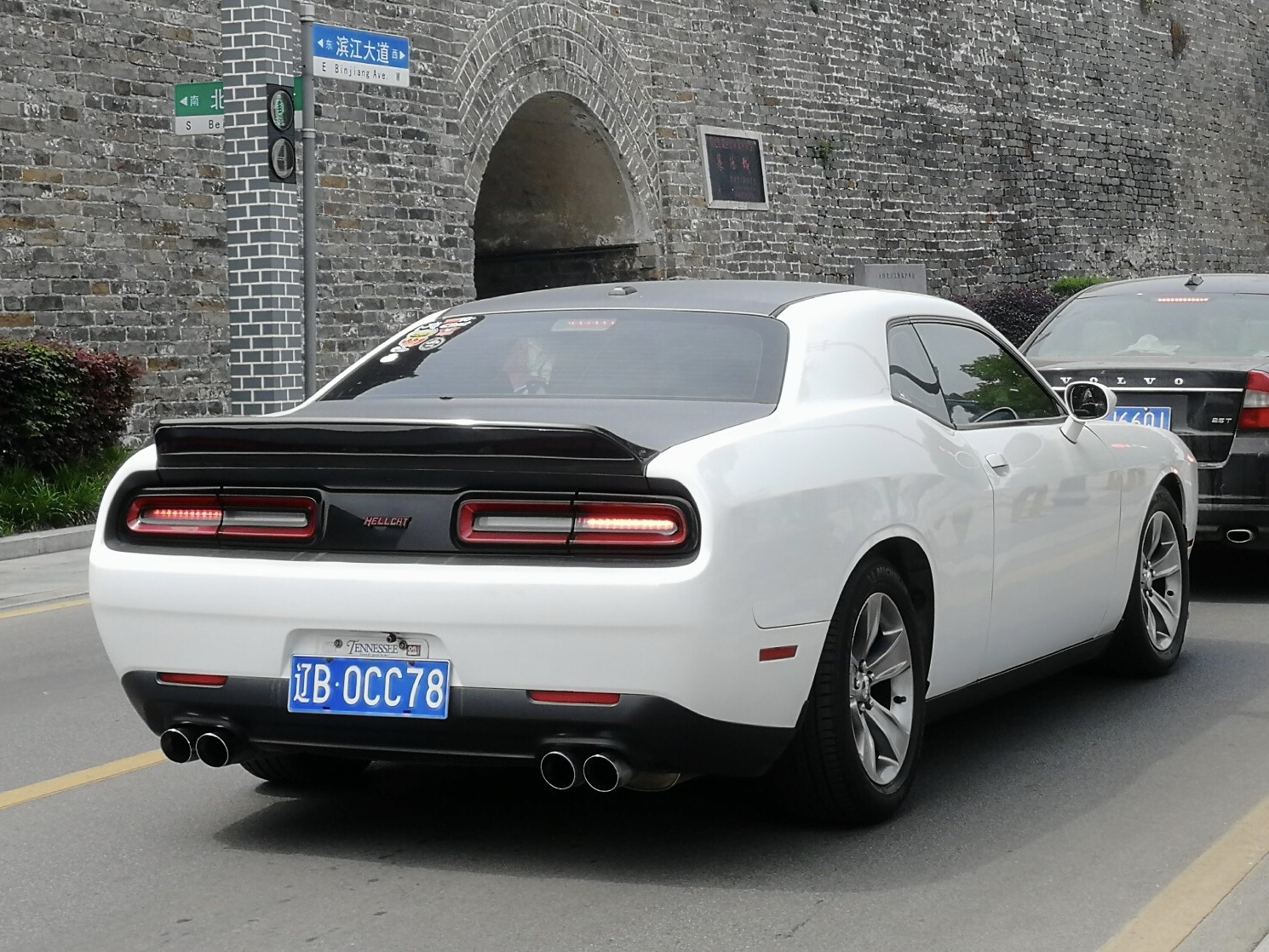
2014 Dodge Challenger Heckansicht hier Hellcat
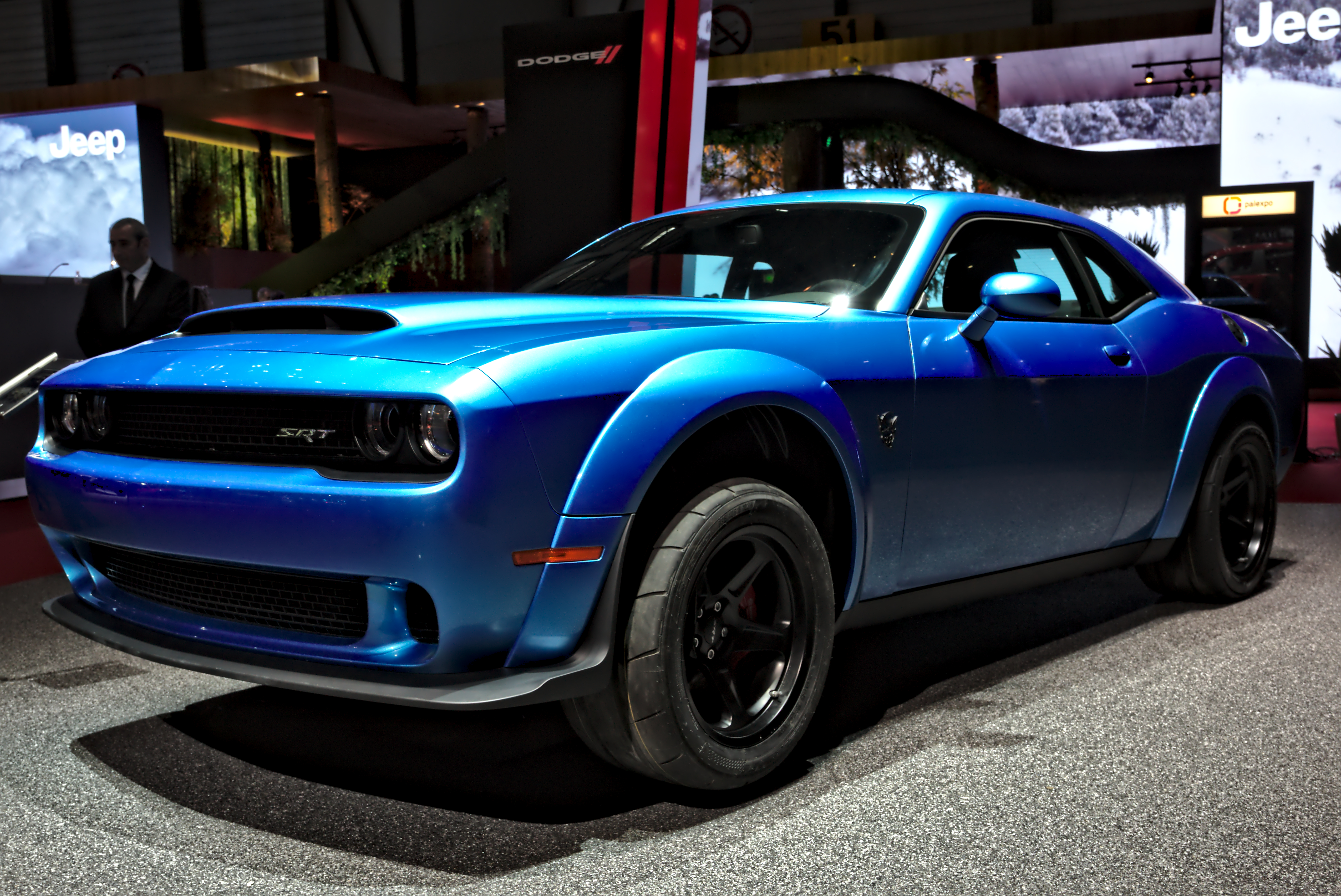
2017 Dodge Challenger Demon
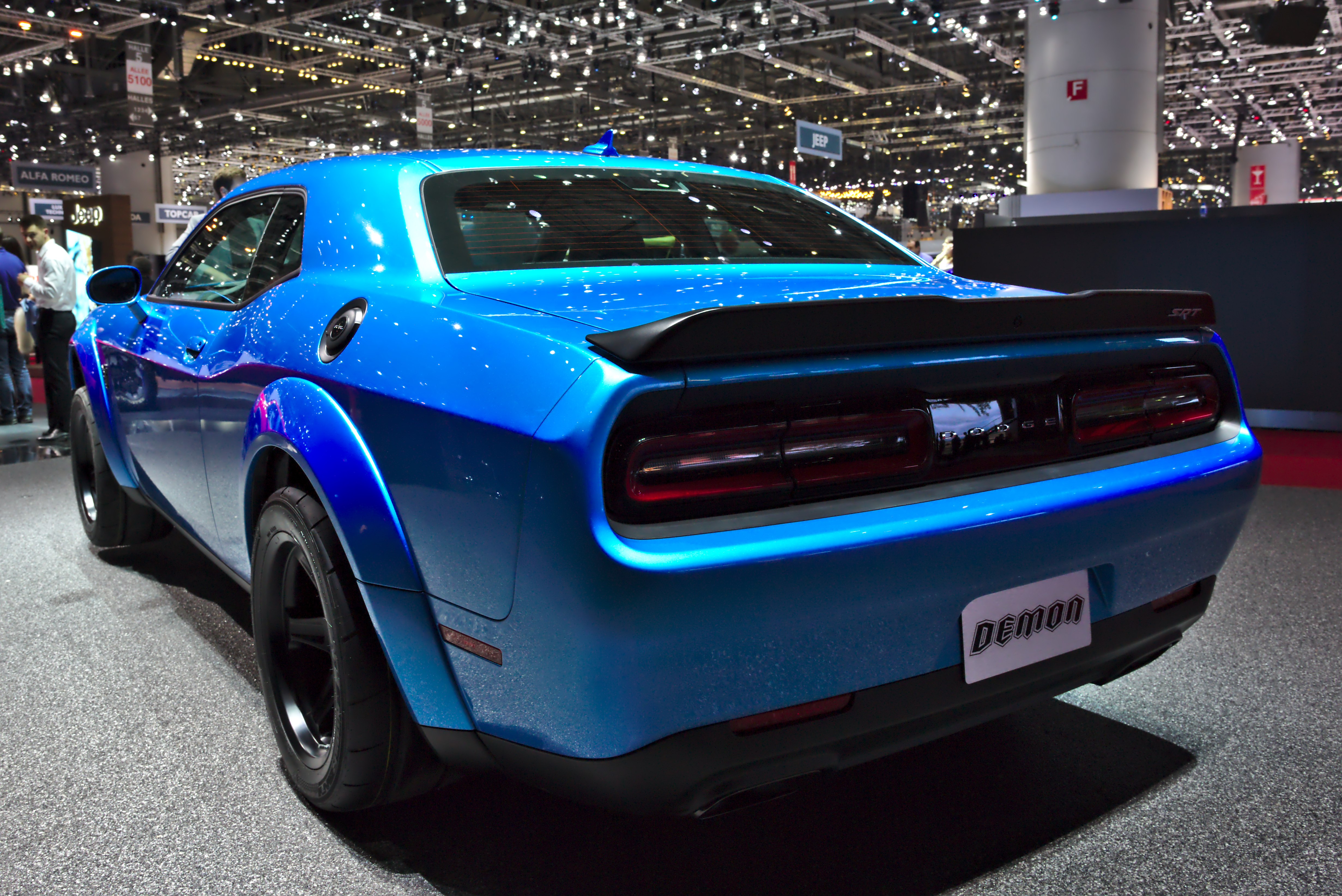
2017 Dodge Challenger Demon Heckansicht

### Technische Daten
| Motor                          | Modelljahre | Zylinder | Hubraum  | Leistung          | Drehmoment | Modelle                |
| ------------------------------ | ----------- | -------- | -------- | ----------------- | ---------- | ---------------------- |
| Chrysler SOHC V6               | 2008–2011   | V6       | 3518 cm³ | 190 kW (258 PS)   | 340 Nm     | SE, SXT                |
| Chrysler Pentastar 3.6L        | 2012–2023   | V6       | 3604 cm³ | 227 kW (309 PS)   | 363 Nm     | SXT, Rallye Redline    |
| Chrysler HEMI 6.1              | 2008–2010   | V8       | 6059 cm³ | 317 kW (431 PS)   | 569 Nm     | SRT8                   |
| Chrysler HEMI 5.7              | 2009–2014   | V8       | 5654 cm³ | 272 kW (370 PS)   | 529 Nm     | R/T                    |
| Chrysler HEMI 5.7              | 2014–2023   | V8       | 5654 cm³ | 280 kW (381 PS)   | 556 Nm     | R/T                    |
| Chrysler HEMI 6.4              | 2011–2014   | V8       | 6407 cm³ | 350 kW (476 PS)   | 637 Nm     | SRT8                   |
| Chrysler HEMI 6.4              | 2014–2023   | V8       | 6407 cm³ | 362 kW (492 PS)   | 644 Nm     | SRT 392, R/T Scat Pack |
| Chrysler HEMI 6.2 Supercharged | 2014–2018   | V8       | 6166 cm³ | 527 kW (717 PS)   | 880 Nm     | SRT Hellcat            |
| Chrysler HEMI 6.2 Supercharged | 2017–2018   | V8       | 6166 cm³ | 626 kW (851 PS)   | 1044 Nm    | SRT Demon              |
| Chrysler HEMI 6.2 Supercharged | 2018–2023   | V8       | 6166 cm³ | 535 kW (727 PS)   | 890 Nm     | SRT Hellcat            |
| Chrysler HEMI 6.2 Supercharged | 2018–2023   | V8       | 6166 cm³ | 594 kW (808 PS)   | 959 Nm     | SRT Hellcat Redeye     |
| Chrysler HEMI 6.2 Supercharged | 2023        | V8       | 6166 cm³ | 764 kW (1.039 PS) | 1281 Nm    | SRT Demon 170          |

## Sonstiges
- Im Februar 2008 wurde das Fahrzeug mit der Seriennummer 43 mit einem SRT8 Motor ausgestattet, in der Farbe B5 Blue lackiert und bei einer eBay-Auktion für 228.143,43 US-Dollar versteigert. Die Farbe sowie die Seriennummer sind eine Hommage an den Rennfahrer Richard Petty. Der komplette Erlös wurde der Victory Junction Gang – einer Wohltätigkeitsorganisation für chronisch kranke Kinder – gespendet.
- Im Roadmovie Fluchtpunkt San Francisco (Vanishing Point, USA 1971) fuhr der Protagonist Kowalski, dargestellt von Barry Newman, einen weißen 1970er Dodge Challenger R/T (440).
- In der Filmreihe Fast & Furious fahren Vin Diesel und Michelle Rodríguez mehrere Dodge Challenger SRT8.
- In der Fernsehserie Navy CIS bekommt der Hauptdarsteller Mark Harmon als Leroy Jethro Gibbs einen 1970er schwarz-gelb lackierten Dodge Challenger 426 HEMI R/T suspension von seinem Vater geschenkt.
- In dem Film Death Proof – Todsicher von 2007 kauft und fährt Zoë einen Dodge Challenger, „wie aus dem Film Vanishing Point“.
- Im 2011 veröffentlichten Videospiel Driver: San Francisco besitzt der Hauptcharakter John Tanner ebenfalls einen schwarz-gelb lackierten 1970er Dodge Challenger R/T.
- Die Hauptfigur Amy Mitchell (gespielt von Mila Kunis) fährt im Film „Bad Moms“ einen Challenger von 1970.
- In „Christmas Chronicles“ driften die Hauptdarsteller Santa Claus, ein kleines Mädchen und ein ca. 16-jähriger Junge in einem geklauten roten Charger (nach 2014) durch Chicago.